# Redmi 12
Redmi 12 та Redmi 12 5G — бюджетні смартфони суббренда Xiaomi Redmi. Redmi 12 був представлений 18 червня 2023 року, а Redmi 12 5G — 1 серпня того ж року. Особливістю смартфонів стало використання скла як матеріалу задньої панелі замість пластику, що більш притаманний цьому ціновому рівню. Основними відмінностями 4G- та 5G-моделей є набір камер, процесор та тип пам'яті.
Індійська версія Redmi 12 5G відрізняється від глобальної покращеною фронтальною камерою.
В Китаї Redmi 12 5G продається як Redmi 12 5G та Redmi Note 12R. Відрізняються вони тільки тим, що Redmi Note 12R використовує ті ж кольори, що й версія Redmi 12 5G для інших країн, коли китайська версія Redmi 12 5G має інші варіанти кольорів.
Також в Індії бренд POCO представив POCO M6 Pro 5G, який є тим же Redmi 12 5G але зі зміненим дизайном задньої панелі та з меншою кількості пам'яті в мінімальній конфігурації. В Китаї він був представлений як Redmi 12R.

## Дизайн

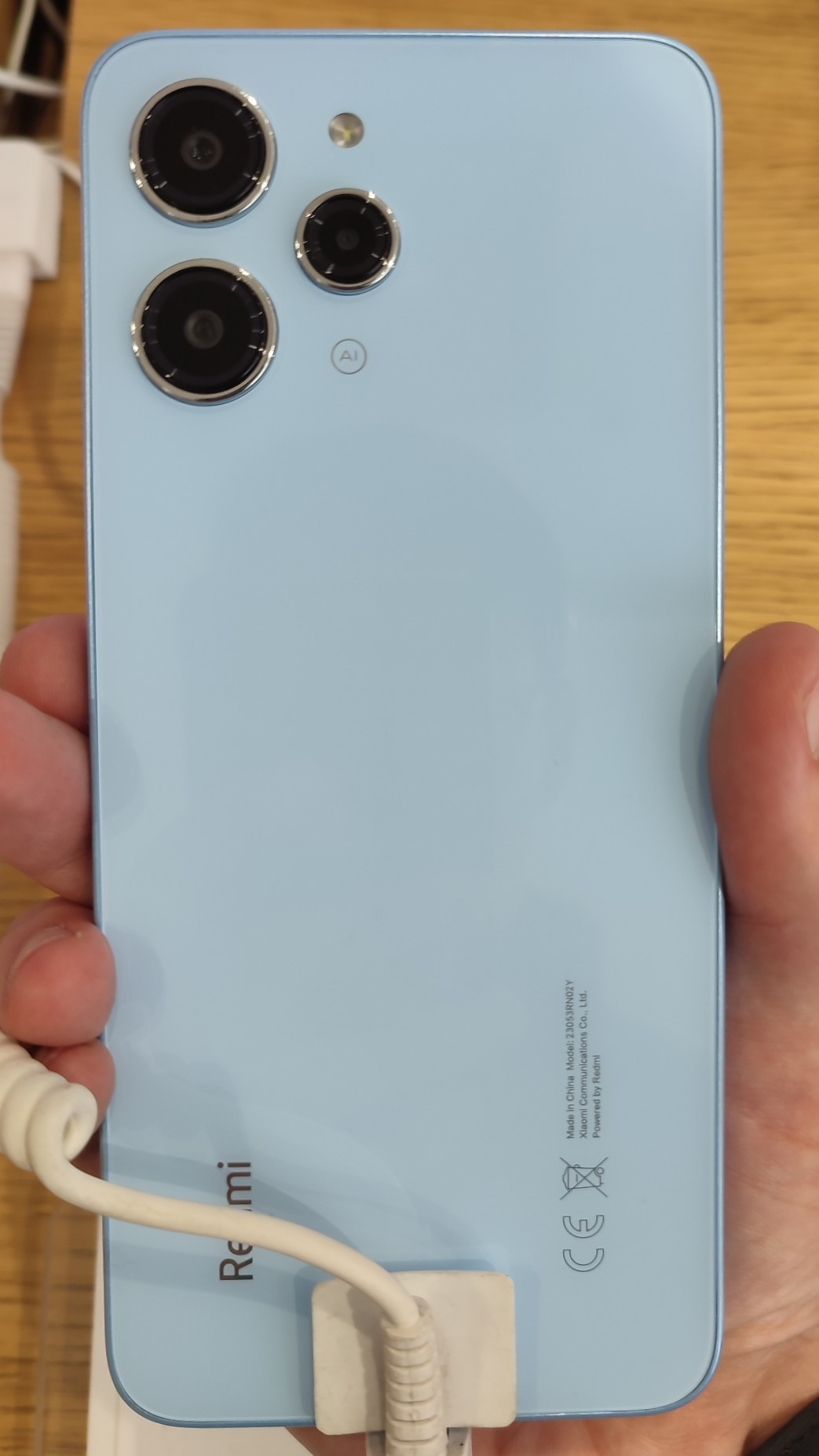
Задня частина Redmi 12 в кольорі Sky Blue

Передня та задня панелі виконані зі скла Corning Gorilla Glass, а рамка — з матового пластику. Також смартфони захищені по стандарту IP53. Розташування елементів камери подібне на таке в Pro-моделях iPhone.
Знизу розміщені роз'єм USB-C, динамік та мікрофон, зверху — ІЧ-порт та 3,5 мм аудіороз'єм, зліва — гібридний лоток з одним слотом під SIM-картку та іншим слотом під SIM-картку або карту пам'яті формату microSD до 1 ТБ, а справа — гойдалка регулювання гучності та кнопка блокування, в яку вбудований сканер відбитків пальців.
Redmi 12 та 12 5G продаються в 3 кольорах: Midnight/Jade Black (чорний), Sky/Pastel Blue (блакитний) та Moonstone/Polar Silver (сріблястий).
В Китаї Redmi 12 5G продається в кольорах Star Rock Gray (сірий) та Ice Porcelain White (білий).
Redmi Note 12R продається в 3 кольорах: Midnight Black (чорний), Time Blue (блакитний) та Sky Fantasy (сріблястий).
POCO M6 Pro 5G продається в кольорах Power Black (чорний) та Forest Green (зелений).

## Технічні характеристики

### Платформа
Redmi 12, як і попередник, отримав систему на кристалі початкового/бюджетного рівня MediaTek Helio G88. Натомість Redmi Note 12R/Redmi 12 5G та Redmi 12R/POCO M6 Pro 5G стали першими смартфонами, що мають систему на кристалі бюджетного рівня Qualcomm Snapdragon 4 Gen 2.

### Батарея
Батарея отримала об'єм 5000 мА·год та підтримку швидкої зарядки потужністю 18 Вт.

### Камера
Redmi 12 отримав основну потрійну камеру, що складається із ширококутного об'єктива на 50 Мп з діафрагмою f/1.8 і фазовим автофокусом, надширококутного об'єктива на 8 Мп з діафрагмою f/2.2 і кутом огляду 120° та макрооб'єктива на 2 Мп з діафрагмою f/2.4. Redmi 12 5G/Note 12R та Redmi 12R/POCO M6 Pro 5G мають той самий ширококутний об'єктив, але замість надширококутного та марооб'єктива встановлено сенсор глибини на 2 Мп з діафрагмою f/2.4.
Також Redmi 12 отримав передню ширококутну камеру на 8 Мп з діафрагмою f/2.1, глобальна версія Redmi 12 5G, 12R та Note 12R — на 5 Мп з діафрагмою f/2.2, а індійська версія Redmi 12 5G та POCO M6 Pro 5G — на 8 Мп, f/2.0.
Камери всіх моделей мають можливість запису відео в роздільній здатності 1080p@30fps.

### Екран
Екран IPS LCD, 6,79", Full HD+ (2460 × 1080) зі співвідношенням сторін 20,5:9, щільністю пікселів 396 ppi, частотою оновлення 90 Гц та круглим вирізом під фронтальну камеру, розміщеним зверху в центрі.

### Пам'ять
Redmi 12, 12 5G та Note 12R продавався в конфігураціях 4/128, 6/128, 8/128 та 8/256 ГБ, Redmi 12R — 4/128 ГБ, а POCO M6 Pro 5G — 4/64, 4/128 та 6/128 ГБ. Redmi 12 використовує тип накопичувача eMMC 5.1, за неможливості підтримки швидших типів пам'яті системою на кристалі, а інші моделі — UFS 2.2. Також всі моделі мають оперативну пам'ять типу LPDDR4X. 

### Програмне забезпечення
Моделі Redmi були випущені на MIUI 14, а POCO M6 Pro 5G — на MIUI 14 для POCO, які працюють на базі Android 13. Пізніше всі пристрої були оновлені до Xiaomi HyperOS 2 на базі Android 15.